# الحجرية (عبس)

تعديل مصدري - تعديل

الحجرية هي إحدى قرى عزلة قطبة بمديرية عبس التابعة لمحافظة حجة، بلغ تعداد سكانها 587 نسمة حسب تعداد اليمن لعام 2004.